# تربوخنا
تِرِبوخِـنا (اسپانیایی: Trebujena‎) شهری کوچک در استان کادیس در اندلس و جنوب اسپانیاست. این منطقه به خاطر جنبش‌های کارگری و تاکستان‌هایش شهرت دارد. جمعیت این شهر طبق سرشماری سال ۲۰۱۵ میلادی، ۷٬۰۷۲ نفر بود.